# Bataille d'Azukizaka (1542)
Pour les articles homonymes, voir Bataille d'Azukizaka.
À la bataille d'Azukizaka (小豆坂の戦い, Azukizaka no tatakai) de 1542, Oda Nobuhide défait Imagawa Yoshimoto et prépare ainsi l'ascension de son fils Oda Nobunaga qui devient un des plus grands chefs de guerre de l'histoire du Japon. Malgré cette défaite, Imagawa Yoshimoto continue à étendre son territoire jusqu'en 1560 lorsqu'il affronte Nobunaga et trouve la mort à la bataille d'Okehazama.

## Source de la traduction
- (en) Cet article est partiellement ou en totalité issu de l’article de Wikipédia en anglais intitulé « Battle of Azukizaka (1542) » (voir la liste des auteurs).